# Decese în 2023
Această pagină conține o listă de personalități care au decedat în cursul anului 2023.
- Numele acestora sunt raportate după data decesului, în ordine alfabetică după nume sau pseudonim.
- Numele, vârsta, naționalitate, despre ce subiect a fost menționat, cauza morții (dacă este cunoscută) și referința.

## Decembrie
- 1 decembrie: Shlomo Avineri,  politolog social-democrat și istoric israelian, originar din Polonia (n. 1933)
- 1 decembrie: Sandra Day O'Connor, magistrat american (n. 1930)
- 2 decembrie: Maria Lisa Cinciari Rodano, politiciană italiană, membră al Parlamentului European (1979–1989) (n. 1921)
- 3 decembrie: Glenys Kinnock, politiciană britanică, membră al Parlamentului European (1994–1999) (n. 1944)
- 3 decembrie: Johann Georg Schnitzer, medic dentist, autor și cercetător german (n. 1930)
- 3 decembrie: Christos Zacharakis, om politic grec, membru al Parlamentului European în perioada 1999-2004 din partea Greciei (n. 1939)
- 4 decembrie: Juanita Castro, sora dictatorului comunist cubanez Fidel Castro (n. 1933)
- 4 decembrie: Volodia Vaisman, jucător de șah român-francez (n. 1937)
- 5 decembrie: Prințul Constantin de Liechtenstein, membru al Casei Princiare a Liechtensteinului și om de afaceri (n. 1972)
- 5 decembrie: Denny Laine,  textier englez, multi-instrumentalist, chitarist și vocalist principal pe albumul de debut al formației The Moody Blues (n. 1944)
- 6 decembrie: Illia Kyva, politician ucrainean, membru al Radei Supreme a Ucrainei (2019–2022) (n. 1977)
- 6 decembrie: Doru Moțoc, scriitor român, dramaturg și poet (n. 1939)
- 6 decembrie: Marisa Pavan, actriță de origine italiană (n. 1932)
- 6 decembrie: Michael H. Stone, psihiatru american (n. 1933)
- 8 decembrie: Ryan O'Neal, actor american (n. 1941)
- 10 decembrie: Philip Bushill-Matthews,  om politic britanic, membru al Parlamentului European în perioadele 1999-2004 si 2004-2009 din partea Regatului Unit (n. 1943)
- 10 decembrie: David Drake, scriitor american de literatură științifico-fantastică în genul științifico-fantastic militar și de fantezie  (n. 1945)
- 10 decembrie: Edna Mazia,  dramaturgă, scriitoare, scenaristă și regizoare de teatru israeliană (n. 1949)
- 12 decembrie: Heinz Dieter Tschörtner, editor și publicist german  (n. 1932)
- 16 decembrie: Nawaf Al-Ahmad Al-Jaber Al-Sabah, Emirul Kuweitului și comandantul Forțelor Militare din Kuweit (n. 1937)
- 17 decembrie: Otar Iosseliani, scenarist, regizor și producător de origine georgiană (n. 1934)
- 21 decembrie: Robert Solow,  economist american, laureat al Premiului Nobel pentru economie (1987) (n. 1924)
- 21 decembrie: Alexei Starobinskii, fizician rus (n. 1948)
- 23 decembrie: Michael Radulescu, compozitor austriac de origine româno-germană, organist și profesor (n. 1943)
- 26 decembrie: Wolfgang Schäuble, om politic german, membru proeminent al partidului CDU (n. 1942)
- 27 decembrie: Jacques Delors, politician francez, Președinte al Comisiei Europene (1985–1995), membru al Parlamentului European (1981–1984) (n. 1925)
- 28 decembrie: Marcu Tudor, politician român, membru al Parlamentului României în legislaturile 1996-2000, 2000-2004 și 2004-2008 (n. 1939)
- 30 decembrie: Luboš Kohoutek, astronom ceh (n. 1935)
- 30 decembrie: John Pilger, jurnalist australiano-britanic și producător de filme (n. 1939)
- 30 decembrie: Tom Wilkinson, actor britanic (n. 1948)

## Noiembrie
- 2 noiembrie: Kaia Iva, politiciană estoniană (n. 1964)
- 3 noiembrie:  Robert Butler (regizor), regizor american de film și televiziune, câștigător al premiului Emmy (n. 1927)
- 3 noiembrie: Angela Marinescu, poetă română (n. 1941)
- 5 noiembrie: Imre Biro, fotbalist român de etnie maghiară (n. 1958)
- 5 noiembrie: Philippe-Armand Martin, politician francez, membru al Parlamentului European (n. 1949)
- 7 noiembrie: Frank Borman, pilot al United States Air Force, inginer aeronautic, pilot de încercare și astronaut NASA (n. 1928)
- 8 noiembrie: Rainer Erler, scriitor, regizor și producător de film german (n. 1933)
- 9 noiembrie: Lya Benjamin, istorică română de etnie evreiască (n. 1931)
- 10 noiembrie: David G. Compton, autor britanic care  a publicat science fiction sub numele D. G. Compton (n. 1930)
- 10 noiembrie: Marcel Schlechter, om politic luxemburghez, membru al Parlamentului European (1994-1999) (n. 1928)
- 10 noiembrie: Mihai Timofti,  regizor, actor, profesor universitar, nuvelist și muzician moldovean (n. 1948)
- 11 noiembrie: Dimitrie Popescu, canotor olimpic român (1984, 1988, 1992) (n. 1961)
- 11 noiembrie: Karel Schwarzenberg, ministru de externe al Republicii Cehe între anii 2007-2009, respectiv 2010-2013 (n. 1937)
- 13 noiembrie: Michael Bishop (autor), scriitor american de literatură modernă în genurile science-fiction și fantasy (n. 1945)
- 13 noiembrie: Henry McCubbin, om politic britanic, membru al Parlamentului European în perioada 1989-1994 din partea Regatului Unit (n. 1942)
- 16 noiembrie: A. S. Byatt,  scriitoare britanică (n. 1936)
- 18 noiembrie: Bujor Nedelcovici,  romancier și eseist român, stabilit din 1987 la Paris, Franța (n. 1936)
- 18 noiembrie: Principesa Maria Cristina de Savoia-Aosta, prințesă italiană (n. 1933)
- 19 noiembrie: Rosalynn Carter, Prima Doamnă a Statelor Unite ale Americii între 1977 și 1981 (n. 1927)
- 19 noiembrie: Marisa Jossa, actriță și fotomodel italian, Miss Italia (1959) (n. 1938)
- 20 noiembrie: Ramón Díaz del Río, politician spaniol, membru al Parlamentului European (1984-1989) (n. 1940)
- 21 noiembrie: Dmitri Țîgankin, lingvist sovietic și rus, specialist în limbile fino-ugrice (n. 1925)
- 22 noiembrie: Linda Salzman Sagan, artistă și scriitoare americană (n. 1940)
- 23 noiembrie: Rona Hartner, actriță română (n. 1973)
- 25 noiembrie: Terry Venables, fotbalist și antrenor de fotbal englez (n. 1943)
- 26 noiembrie: Alberto da Costa e Silva, istoric, poet și fost diplomat brazilian (n. 1931)
- 27 noiembrie: Pawel Huelle, scriitor polonez (n. 1957)
- 28 noiembrie: Allan Rogers, om politic britanic, membru al Parlamentului European (1979–1984) (n. 1932)
- 29 noiembrie: Henry Kissinger, politician american, laureat al Premiului Nobel pentru pace (1973) (n. 1923)
- 29 noiembrie: Michèle Rivasi, politiciană franceză, membră al Parlamentului European (2009–2023) (n. 1953)
- 30 noiembrie: Elliott Erwitt, fotograf american (n. 1928)
- 30 noiembrie: Shane MacGowan, muzician irlandez (The Pogues) (n. 1957)
- 30 noiembrie: Vassilis Vassilikos, scriitor și politician grec (n. 1933)

## Octombrie
- 6 octombrie: Dorel Zamfir, fotbalist român (n. 1961)
- 7 octombrie: Serghei A. Gredescul,  fizician sovietic ucrainean și israelit, specialist în fizica sistemelor neordonate, profesor universitar (n. 1942)
- 7 octombrie: Tjerk Westerterp, politician olandez, membru al Parlamentului European (1967–1971) (n. 1930)
- 8 octombrie: László Sólyom, om politic maghiar, președinte al Ungariei din 5 august 2005 până în 5 august 2010 (n. 1942)
- 8 octombrie: Burt Young, actor american (n. 1940)
- 9 octombrie: Ireneusz Kania, traducător poliglot polonez (n. 1940)
- 11 octombrie: Ian Spink, coregraf australiano-britanic (n. 1947)
- 12 octombrie: Marian Ionescu, om de știință, profesor în medicină și chirurg cardiolog român și britanic care a activat în Regatul Unit (n. 1929)
- 13 octombrie: Louise Glück, poetă americană, laureată a Premiului Nobel pentru Literatură (2020) (n. 1943)
- 13 octombrie: Prințesa India a Afganistanului, regalitate afgană (n. 1929)
- 13 octombrie: Hubert Reeves,  astrofizician canadian și popularizator al științei (n. 1932)
- 14 octombrie: Valentin Ciucă, critic de artă și eseist român (n. 1943)
- 14 octombrie: Teodor Stanca, deputat român în legislatura 1996-2000, ales în județul Timiș pe listele partidului PNȚCD (n. 1933)
- 15 octombrie: Carmen Petra Basacopol, compozitoare română (n. 1926)
- 16 octombrie: Martti Ahtisaari, politician finlandez, președinte al Finlandei (1994–2000), diplomat și mediator ONU, laureat al Premiul Nobel pentru Pace (2008) (n. 1937)
- 16 octombrie: Francisc Balla, luptător român, medaliat cu argint la Campionatele Mondiale (1965, 1967), medaliat cu argint și bronz la Campionatele Europene (1967, 1968) (n. 1932)
- 21 octombrie: Bobby Charlton, fotbalist englez (n. 1937)
- 21 octombrie: Natalie Zemon Davis, istorică canadiană-americană a perioadei moderne timpurii (n. 1928)
- 23 octombrie: Scarlat Iriza,  politician român, reprezentant în Parlament al județului Gorj (n. 1955)
- 23 octombrie: Natașa Raab, actriță română (n. 1953)
- 25 octombrie: Giorgos Grammatikakis, politician elen, membru al Parlamentului European (2014–2019) (n. 1939)
- 27 octombrie: Hiroaki Ike, traducător japonez (n. 1940)
- 27 octombrie: Li Keqiang, politician chinez, premier al Chinei (2013-2023) (n. 1955)
- 28 octombrie: Matthew Perry, actor american (n. 1969)
- 30 octombrie: Peter S. Fischer, scenarist și producător de televiziune american (n. 1935)
- 30 octombrie: Constantin Năstase, centenar român  (n. 1915)
- 31 octombrie: Ernesto Ferrero, scriitor și critic literar italian (n. 1938)
- 31 octombrie: Ken Mattingly, ofițer american (n. 1936)
- 31 octombrie: Ileana Ploscaru, actriță română (n. 1931)

## Septembrie
- 1 septembrie: Jimmy Buffett, cântăreț și compozitor american (n. 1946)
- 1 septembrie: Ioan Cuculescu, matematician român  (n. 1936)
- 3 septembrie: Alexandru Dicusar, inginer moldovean, specialist în electrofizică și electrotehnologie, membru corespondent al Academiei de Științe a Moldovei (n. 1942)
- 4 septembrie: Murray G. Hall,  germanist și profesor asociat de literatură germană modernă la Universitatea din Viena (n. 1947)
- 4 septembrie: Violeta Mițul, fotbalistă din Republica Moldova (n. 1996)
- 4 septembrie: Napoleon Pop, economist și politician român (n. 1945)
- 6 septembrie: Ion Ruscuț, actor de voce român (n. 1955)
- 9 septembrie: Mihai Caranica, sculptor român  (n. 1943)
- 9 septembrie: Max Simeoni, politician francez, membru al Parlamentului European (1989–1994) (n. 1929)
- 13 septembrie: Jean-Paul Gauzès, politician francez al Uniunii pentru o Mișcare Populară, parte a Partidului Popular European (n. 1947)
- 13 septembrie: Mircea Snegur,  om politic moldovean, primul președinte al Republicii Moldova (1990–1997) (n. 1940)
- 13 septembrie: Arhiducesa Yolanda a Austriei, prințesă austriacă (n. 1923)
- 14 septembrie: Joseph Massino, fost cap al familiei mafiote Bonanno care, ulterior, a intrat în programul de protecție a martorilor (n. 1943)
- 14 septembrie: Basil van Rooyen, pilot sud-african de Formula 1 (n. 1939)
- 15 septembrie: Fernando Botero,  pictor și sculptor columbian  (n. 1932)
- 15 septembrie: Eugen Kantor,  culturist de performanță român și notabil sportiv arădean (n. 1947)
- 15 septembrie: Franco Migliacci, actor italian (n. 1930)
- 16 septembrie: John Stanley Marshall, baterist englez  (n. 1941)
- 19 septembrie: Per Gahrton, politician suedez, membru al Parlamentului European (1999–2004), fondator al Partidului Verde Suedez (n. 1943)
- 19 septembrie: Gianni Vattimo, filozof și politician italian, membru al Parlamentului European (1999–2004, 2009–2014) (n. 1936)
- 21 septembrie: Alexandra Can, politiciană din Republica Moldova (n. 1952)
- 22 septembrie: Giorgio Napolitano, politician italian, președinte al Italiei în perioada 2006-2015 (n. 1925)
- 24 septembrie: Léon Fatous, politician francez, membru al Parlamentului European (1984–1989) (n. 1926)
- 25 septembrie: Adina Cristescu, actriță de film, teatru și voce, profesoară, regizoare de teatru și scenaristă de film română (n. 1967)
- 25 septembrie: David McCallum, actor de film scoțian (n. 1933)
- 25 septembrie: Matteo Messina Denaro, șef al mafiei siciliene din Castelvetrano (n. 1962)
- 27 septembrie: Christoph, Prinț de Schleswig-Holstein, prinț german (n. 1949)
- 28 septembrie: Ion Druță,  scriitor, dramaturg și membru de onoare al Academiei Române (n. 1928)
- 28 septembrie: Michael Gambon, actor englez de origine irlandeză (n. 1940)

## August
- 1 august: Henri Konan Bédié, politician ivorian, președinte al Coastei de Fildeș (1993–1999) (n. 1934)
- 1 august: Vsevolod Coroliuc, muzician de rock, poliinstrumentalist, compozitor și vocalist moldovean (n. 1956)
- 1 august: Mariana Sîrbu, violonistă română (n. ?)
- 2 august: Frank Lino, caporegime (capo) Sicilian-American în familia mafiotă Bonanno care mai târziu a devenit informator (n. 1938)
- 3 august: Bram Moolenaar, inginer de software și activist olandez, creator, dezvoltator și dictator binevoitor pe viață al Vim (n. 1961)
- 4 august: Boniface Alexandre, avocat și politician haitian, Președinte al statului Haiti (2004–2006) (n. 1936)
- 4 august: Ferenc Ardamica,  scriitor, jurnalist, traducător maghiar din Slovacia (n. 1941)
- 4 august: Tudor Deliu, politician, profesor, conferențiar universitar și lector din Republica Moldova, deputat în Parlamentul Republicii Moldova (2009–2019) (n. 1955)
- 5 august: Hélène Carrère d'Encausse, politiciană și istorică franceză, membră al Parlamentului European (1994–1999) (n. 1929)
- 5 august: Philippe Curval, jurnalist francez și scriitor de science-fiction (n. 1929)
- 7 august: William Friedkin, regizor de film, producător și scenarist american (n. 1935)
- 8 august: Bryan Cassidy, om politic britanic, membru al Parlamentului European în perioadele 1984-1989, 1989-1994 și 1994-1999 din partea Regatului Unit (n. 1934)
- 9 august: Harrij Notenboom, politician olandez, membru al Parlamentului European (1971–1984) (n. 1926)
- 9 august: Véronique Trillet-Lenoir, politiciană și medic francez, membră al Parlamentului European (2019–2023) (n. 1957)
- 10 august: Antonella Lualdi, actriță italiană de film (n. 1931)
- 10 august: Vlad Marcoci, deputat român, în legislatura 2012-2016 din partea Partidului Social Democrat (n. 1968)
- 10 august: Daniel Nushiro, Întâistătător al Bisericii Ortodoxe Japoneze (n. 1938)
- 11 august: Șerban Lupu,  violonist și profesor universitar româno-american  (n. 1952)
- 15 august: Francisc Tobă, politician român ales deputat în legislatura 2020-2024 pe listele AUR (n. 1953)
- 18 august: Nicolas Trifon, eseist, lingvist, om de cultură, scriitor și editor de limbă franceză, de origine aromână (n. 1949)
- 20 august: Constantin Bălăceanu-Stolnici,  om de știință român, medic neurolog, profesor, membru de onoare al Academiei Române, membru al Academiei Oamenilor de Știință din România și al Academiei de Științe Medicale din România (n. 1923)
- 22 august: Mathilde van den Brink, politiciană din Țările de Jos, membră al Parlamentului European (1989–1994) (n. 1941)
- 22 august: Toto Cutugno, cântăreț și compozitor italian de muzică ușoară (n. 1943)
- 23 august: Evgheni Prigojin, om de afaceri rus, oligarh, personalitate publică, militară și politică (n. 1961)
- 24 august: Anușavan Salamanian, inginer de sunet român (n. 1932)
- 24 august: Bray Wyatt, wrestler american (n. 1987)
- 25 august: Rüdiger Bahr, actor, scenarist și regizor german (n. 1939)
- 25 august: Yoel Hoffmann, scriitor israelian de limbă ebraică, originar din România (n. 1937)
- 26 august: Bob Barker, prezentator de game show american (n. 1923)
- 26 august: Iulian Nicolae,   renumit realizator TV și interpret de muzică populară român (n. 1970)
- 27 august: Anvar Ibraghimov,  scrimer specializat pe floretă, care a reprezentat succesiv Uniunea Sovietică, Echipa Unificată și Rusia (n. 1965)
- 30 august: Mohamed Al-Fayed, om de afaceri egiptean (n. 1929)
- 30 august: Jack Sonni, chitarist american, membru al formației Dire Straits (n. 1954)
- 31 august: Douglas Lenat, cercetător american, CEO al Cycorp, Inc. (n. 1950)
- 31 august: Ioana Maria Lupașcu, pianistă română (n. 1977)

## Iulie
- 1 iulie: Victoria Amelina, scriitoare ucraineană (n. 1986)
- 1 iulie: Dilano van 't Hoff, pilot de curse olandez (n. 2004)
- 6 iulie: Arnaldo Forlani, politician italian, prim-ministru al Italiei (1980–1981) (n. 1925)
- 6 iulie: Toma Frențescu, maestru coregraf român (n. 1947)
- 8 iulie: Dorel Schor,  scriitor umorist, gazetar și cronicar plastic israelian de limbă română (n. 1939)
- 8 iulie: Adrian Tan, avocat și scriitor singaporez, (n. 1966)
- 9 iulie: Luis Suárez Miramontes, jucător și antrenor de fotbal spaniol, deținător al Balonului de Aur (1960), campion european (1964) (n. 1935)
- 11 iulie: Milan Kundera, romancier și eseist francez de origine cehă (n. 1929)
- 11 iulie: Virgil Stanciu, anglist, traducător și eseist român (n. 1941)
- 13 iulie: Ion Crăciun, handbalist (portar) și antrenor român (n. 1955)
- 13 iulie: Marialiese Flemming, om politic austriac (n. 1933)
- 14 iulie: Bernard Bachrach, istoric american (n. 1939)
- 15 iulie: Derek Malcolm, critic și istoric de film englez (n. 1932)
- 16 iulie: Jane Birkin, actriță și cântăreață engleză (n. 1946)
- 16 iulie: Oleg Horjan, politician separatist din Transnistria, membru al „Sovietului Suprem al Republicii Moldovenești Nistrene” (n. 1976)
- 17 iulie: Valentin Gheorghiu, muzician, pianist și compozitor român (n. 1928)
- 20 iulie: Dan Matei Agathon, deputat român în legislatura 1992-1996, ales în județul Bacău pe listele partidului PDSR (n. 1949)
- 20 iulie: Rachid Sfar, politician tunisian, prim ministru al Tunisiei (1986–1987) (n. 1933)
- 21 iulie: Tony Bennett,  cântăreț american de muzică jazz (n. 1926)
- 21 iulie: Ann Clwyd, politiciană britanică, membru al Parlamentului European (1979–1984) (n. 1937)
- 21 iulie: Petru Marta, luptător și antrenor moldovean, campion european (1977) (n. 1952)
- 21 iulie: Juliette Mayniel, actriță franceză (n. 1936)
- 23 iulie: Adrian Lustig, scriitor și scenarist român, nominalizat la premiile Gopo (n. 1953)
- 24 iulie: Charles W. Misner, fizician american (n. 1932)
- 26 iulie: Sinéad O'Connor, 56 ani, cântăreață irlandeză (n. 1966)
- 28 iulie: Florence O'Mahony, om politic irlandez, membru al Parlamentului European în perioada 1979-1984 din partea Irlandei (n. 1946)
- 29 iulie: Vittorio Prodi, om politic italian, membru al Parlamentului European în perioada 2004-2009 din partea Italiei (n. 1937)
- 30 iulie: David Albahari, scriitor sârb de origine evreiască (n. 1948)
- 30 iulie: Paul Reubens,  actor de film, televiziune și voce american (n. 1952)
- 31 iulie: Angus Cloud,  actor american, cel mai bine cunoscut pentru interpretarea lui Fezco în serialul HBO, Euforia (2019–2022) (n. 1998)

## Iunie
- 3 iunie: Jim Hines, atlet american (n. 1946)
- 6 iunie: Alecu Ivan Ghilia,  scriitor și publicist român (n. 1946)
- 7 iunie: João Clemente Baena Soares, diplomat brazilian, Secretar general al Organizației Statelor Americane (1984–1994) (n. 1931)
- 8 iunie: Guido Bodrato, om politic italian, membru al Parlamentului European (1999–2004) (n. 1933)
- 8 iunie: Pat Robertson, magnat media și evanghelist american (n. 1930)
- 8 iunie: Stephan Pelger, designer de modă român (n. 1979)
- 9 iunie: Dumitru Gheorghiu, filozof român (n. 1956)
- 9 iunie: Vasile Tonoiu, filozof român (n. 1941)
- 10 iunie: Theodore Kaczynski, terorist, fost matematician american și critic social (n. 1942)
- 10 iunie: Nuccio Ordine, scriitor și profesor universitar italian (n. 1958)
- 11 iunie: Silvia Năstase, actriță română (n. 1942)
- 12 iunie: Silvio Berlusconi, premier al Italiei (n. 1936)
- 12 iunie: Francesco Nuti, actor italian (n. 1955)
- 12 iunie: Treat Williams, actor american (n. 1951)
- 13 iunie: Cormac McCarthy, autor de romane american (n. 1933)
- 13 iunie: Constantin Nicolescu, politician român, membru al Partidul Social Democrat (n. 1945)
- 15 iunie: Glenda Jackson, actriță britanică de film, dublă laureată a premiului Oscar (n. 1936)
- 18 iunie: Cornel Țăranu, compozitor și dirijor român, membru corespondent și ulterior titular al Academiei Române (n. 1934)
- 21 iunie: Winifred Ewing, om politic britanic (n. 1929)
- 22 iunie: Peter Brötzmann, saxofonist german de free jazz (n. 1941)
- 22 iunie: Michael Horodniceanu, inginer român american (n. 1944)
- 22 iunie: Harry Markowitz, economist american (n. 1927)
- 22 iunie: Victor Pușcaș, jurist din Republica Moldova, ministru pentru relațiile cu Parlamentul (1994–1995), președinte al Curții Supreme de Justiție (1995–2001), președinte al Consiliului Superior al Magistraturii (1998–2001) și președinte al Curții Constituționale a Republicii Moldova (2001–2007) (n. 1943)
- 23 iunie: Costin Georgescu, politician român, deputat din partea Partidului Național Liberal (1996–2000) (n. 1942)
- 25 iunie: John B. Goodenough, fizician și profesor american, laureat al Premiului Nobel pentru Chimie (2019) (n. 1922)
- 25 iunie: Anghel Stanciu, politician român (n. 1949)
- 27 iunie: Peter Bieri,  scriitor și filozof elvețian (n. 1944)
- 27 iunie: Carmen Sevilla, actriță și cântăreață spaniolă (n. 1930)
- 28 iunie: Dumitru Puzdrea, politician român (n. 1942)
- 29 iunie: Alan Arkin,  actor și regizor american de scenă (n. 1934)
- 29 iunie: Semion Odainic, pictor din Republica Moldova, autor al imaginilor distincțiilor de stat, al medaliilor și insignelor jubiliare și comemorative (n. 1938)

## Mai
- 2 mai: Tori Bowie,  atletă americană (n. 1990)
- 2 mai: Guido Sacconi, politician italian, membru al Parlamentului European (1999–2004) (n. 1948)
- 3 mai: Nikica Valentić, politician croat, prim-ministru al Republicii Croate (1993–1995) (n. 1950)
- 5 mai: Haidar Haidar, scriitor sirian (n. 1936)
- 5 mai: Philippe Sollers, scriitor francez (n. 1936)
- 7 mai: Soňa Červená, mezzosoprană cehă (n. 1925)
- 9 mai: Tom Spencer, om politic britanic, membru al Parlamentului European (1979–1984, 1989–1999) (n. 1948)
- 13 mai: Jürgen Trumpf, diplomat și om politic german (n. 1931)
- 14 mai: Ana Hompot, poeta, scriitoare și publicistă română (n. 1955)
- 14 mai: Regīna Razuma, actriță și balerină letonă (n. 1951)
- 15 mai: Robert Lucas Jr., economist american, laureat al Premiului Nobel (1995) (n. 1937)
- 19 mai: Mircea Braga, eseist și critic literar român (n. 1938)
- 21 mai: Valentîna Maslovska, atletă ucraineană și sovietică specializată în alergare și garduri, campioană europeană în 1958 (n. 1937)
- 22 mai: Toni De La Ploiești, cântăreț de manele român (n. 1992)
- 24 mai: George Maharis, actor și cântăreț american (n. 1928)
- 24 mai: Tina Turner, cântăreață, actriță, scriitoare și compozitoare pop-rock americană (n. 1939)
- 25 mai: Gergana Kochanova, model din Bulgaria (n. 1985)
- 26 mai: Roberto Cicciomessere, politician italian (n. 1946)
- 28 mai: Harald zur Hausen, medic german, laureat al Premiului Nobel (2008) (n. 1936)
- 31 mai: Ama Ata Aidoo, scriitoare ghaneză (n. 1942)
- 31 mai: Luca Di Fulvio, scriitor italian (n. 1957)

## Aprilie
- 1 aprilie: Hristo Jivkov, actor bulgar (n. 1975)
- 1 aprilie: Klaus Teuber, designer german de jocuri de societate (n. 1952)
- 2 aprilie: Pedro Lavirgen, tenor spaniol (n. 1930)
- 2 aprilie: Veronika Petrovici, medic originar din România (n. 1934)
- 2 aprilie: Vladlen Tatarski, blogger rus (n. 1982)
- 4 aprilie: Niculae Gheran,  scriitor, editor, critic și istoric literar român (n. 1929)
- 6 aprilie: Nicolae Cernomaz, diplomat din Republica Moldova, care a îndeplinit funcția de ministru de stat (1997-1999) și apoi de ministru al afacerilor externe al Republicii Moldova (2000-2001) (n. 1949)
- 7 aprilie: Benjamin Ferencz, jurist american (n. 1920)
- 8 aprilie: Michael Lerner, actor american (n. 1941)
- 11 aprilie: Meir Shalev, scriitor și publicist israelian (n. 1948)
- 12 aprilie: Eduard Baghirov, scriitor și blogger rus de origine azeră (n. 1975)
- 12 aprilie: Yves Sillard, inginer și aviator francez (n. 1936)
- 12 aprilie: Elvira Sorohan, filolog român, istoric și critic literar, specialist în literatură română veche (n. 1934)
- 13 aprilie: Mary Quant,  designer englez (n. 1930)
- 14 aprilie: Abel Posse, scriitor argentinian (n. 1934)
- 18 aprilie: Iulia Marin, ziaristă română care a lucrat la Gândul, Libertatea, Recorder, PressOne și Adevărul (n. 1990)
- 19 aprilie: Sanda Manu, regizoare română de teatru (n. 1933)
- 20 aprilie: Myrsini Zorba, om politic grec, membru al Parlamentului European în perioada 1999-2004 din partea Greciei (n. 1949)
- 21 aprilie: Stanley Deser, fizician american (n. 1931)
- 22 aprilie: Dușan Petrovici, poet și traducător român (n. 1938)
- 23 aprilie: Radu Cosașu,  scriitor român contemporan (n. 1930)
- 24 aprilie: Senahid Halilović, lingvist și profesor universitar bosniac (n. 1958)
- 25 aprilie: Harry Belafonte, cântăreț, compozitor, activist social și actor american (n. 1927)
- 26 aprilie: Mircea Babeș, arheolog și istoric român (n. 1941)
- 26 aprilie: Stefano Gentili, politician italian (n. 1957)
- 27 aprilie: Jean-Paul Costa, politician tunisian, președintele Curții Europene a Drepturilor Omului (2007–2011) (n. 1941)
- 28 aprilie: Per-Arne Arvidsson, om politic suedez, membru al Parlamentului European în perioada 1999-2004 din partea Suediei (n. 1950)
- 28 aprilie: Jean Decuseară,  deputat român în legislatura 1996-2000 (n. 1938)
- 28 aprilie: Liviu Georgescu,  scriitor român  (n. 1958)
- 29 aprilie: Nicolae Neagoe, sportiv (bober) român, medaliat olimpic (1968) (n. 1941)

## Martie
- 1 martie: Just Fontaine, fotbalist și antrenor de fotbal francez (n. 1933)
- 2 martie: Christopher Fowler,  scriitor englez de literatură de groază și thriller (n. 1953)
- 2 martie: Joachim Zeller, politician german, membru al Parlamentului European (2009–2019) (n. 1952)
- 3 martie: Argentina Menis,  atletă română (n. 1948)
- 3 martie: Kenzaburō Ōe,  romancier japonez (n. 1935)
- 3 martie: Tom Sizemore, actor (Salvați soldatul Ryan) și producător de film american (n. 1961)
- 5 martie: Pedro Rodrigues Filho, criminal în serie din Brazilia (n. 1954)
- 7 martie: Anton Ionescu,  deputat român în legislatura 1996-2000 și în legislatura 2000-2004 (n.1939)
- 8 martie: Bert I. Gordon, regizor de film american (n. 1922)
- 9 martie: Chaim Topol, actor israelian de teatru și film (n. 1935)
- 11 martie: Alexandru Mesian,  ierarh român greco-catolic (n. 1937)
- 12 martie: Rudel Obreja,  boxer român (n. 1965)
- 13 martie: Marija Ujević-Galetović, sculptoriță și pictoriță croată (n. 1933)
- 14 martie: Richard Wagner, scriitor și publicist de limba germană originar din România (n. 1952)
- 15 martie: Jonas Šimėnas, politician lituanian, semnatar al Actului de reînființare a statului Lituania (n. 1953)
- 17 martie: Clarence "Fuzzy" Haskins, cântăreț american (n. 1941)
- 17 martie: Dubravka Ugrešić, scriitoare croată (n. 1949)
- 19 martie: Marisol Malaret, fotomodel portoricană (n. 1949)
- 20 martie: Virginia Zeani, solistă română de operă (n. 1925)
- 21 martie: Eric Brown, scriitor britanic de science fiction (n. 1960)
- 23 martie: Tomoko Naraoka, actriță și o seiyu japoneză (n. 1929)
- 23 martie: Alexandru Papilian, scriitor român (n. 1947)
- 24 martie: Nicolae Dinescu, fotbalist, ziarist, profesor EFS, antrenor de categoria I și arbitru divizionar (n. 1943)
- 24 martie: Gordon Moore, fizico-chimist și om de afaceri american, fondator al corporației Intel, (n. 1929)
- 25 martie: Emil Boček,  pilot militar ceh (n. 1923)
- 26 martie: Karl-Josef Rauber, arhiepiscop romano-catolic, diplomat emerit al Sfântului Scaun (n. 1934)
- 26 martie: Piotr Wysocki (actor), actor polonez de film, teatru și televiziune (n. 1936)
- 29 martie: Tiberiu Ceia, cântăreț român de muzică populară (n. 1940)

## Februarie
- 1 februarie: Kadriye Nurmambet, 89 ani, folcloristă și solistă de muzică populară tătărească și turcească, de etnie tătară crimeeană (n. 1933)
- 2 februarie: Jean-Pierre Jabouille, 80 ani, pilot francez de Formula 1 (n. 1942)
- 2 februarie: Ioannis Zizioulas, 92 ani, mitropolit ortodox de Pergamon (n. 1931)
- 3 februarie: Paco Rabanne, 88 ani, designer vestimentar (couturier) francez - basc (n. 1934)
- 4 februarie: Sherif Ismail, 67 ani, politician egiptean, prim-ministru (2015–2018), (n. 1955)
- 5 februarie: Pervez Musharraf, 79 ani, președinte al Pakistanului (2001-2008), (n. 1943)
- 5 februarie: Hansi Schmidt (n. Hans-Günther Schmidt), handbalist german, născut în România (n. 1942)
- 6 februarie: George Alboiu, poet român (n. 1944)
- 6 februarie: Răzvan Theodorescu (Emil Răzvan Theodorescu), 83 ani, istoric de artă, politician român, membru titular al Academiei Române (n. 1939)
- 6 februarie: Zilan Tigris, 51 ani, cântăreață turcă de origine armeană (n. 1972)
- 8 februarie: Ivan Silaev, politician rus, ultimul prim ministru al Uniunii Sovetice (1991), (n. 1930)
- 9 februarie: Jean-Maurice Dehousse, politician belgian, membru al Parlamentului European (1999–2004), (n. 1936)
- 9 februarie: Anca Radici, actriță română (n. 1977)
- 10 februarie: Hugh Hudson, regizor englez de film (n. 1936)
- 10 februarie: Prințesa Marie Gabrielle a Luxemburgului, prințesă luxemburgheză (n. 1925)
- 10 februarie: Carlos Saura, regizor spaniol de film (n. 1932)
- 11 februarie: Hans Modrow, om politic german, membru al Parlamentului European (1999–2004), (n. 1928)
- 12 februarie: Lualhati Bautista, scriitoare filipineză (n. 1945)
- 12 februarie: Miron Scorobete,  poet, prozator, membru al Uniunii Scriitorilor din România (n. 1933)
- 13 februarie: José María Gil-Robles, om politic spaniol, președinte al Parlamentului European (1997–1999), (n. 1935)
- 14 februarie: Ovidiu Bojor, fitoterapeut român (n. 1924)
- 15 februarie: Paul Berg, chimist american, laureat al Premiului Nobel (1980) (n. 1926)
- 15 februarie: Raquel Welch (n. Jo Raquel Tejada), actriță americană (n. 1940)
- 16 februarie: Giorgio Ruffolo, politician italian, membru al Parlamentului European (1999–2004), (n. 1926)
- 18 februarie: Petăr Jekov, antrenor și jucător de fotbal bulgar, (n. 1944)
- 20 februarie: Semion Solomonovici Gerștein,  fizician teoretician rus (n. 1929)
- 21 februarie: Amancio Amaro, antrenor și jucător de fotbal spaniol, (n. 1939)
- 21 februarie: Nadja Tiller, actriță austriacă (n. 1929)
- 23 februarie: Slim Borgudd, pilot suedez de Formula 1 (n. 1946)
- 23 februarie: Grigore Posea, specialist în geografie, profesor universitar român (n. 1928)
- 23 februarie: Constantin Prut, critic și istoric de artă român (n. 1940)
- 24 februarie: Juraj Jakubisko, regizor de film slovac (n. 1938)
- 24 februarie: Walter Mirisch, producător american de film (n. 1921)
- 24 februarie: Georgios Romeos, politician elen, membru al Parlamentului European (1984–1993) (n. 1934)
- 25 februarie: Victor Babiuc, politician român (n. 1938)
- 25 februarie: Mihai Șora, filosof și eseist român (n. 1916)
- 25 februarie: Traute, Prințesa de Lippe, prințesă și filantroapă germană (n. 1925)
- 26 februarie: Betty Boothroyd, politiciană britanică, membră al Parlamentului European (1973–1979) (n. 1929)
- 26 februarie: Valeria Ogășanu, actriță română de teatru și film (n. 1946)
- 26 februarie: Corneliu Vasilescu,  pictor și grafician român (n. 1934)
- 28 februarie: Javad Tabatabai, profesor și prodecan al Facultății de Drept și Științe Politice de la Universitatea din Teheran (n. 1945)

## Ianuarie
- 1 ianuarie: Derek Clark, 89 ani,  om politic britanic, membru al Parlamentului European în perioada 2004-2009 din partea Regatului Unit (n. 1933)
- 1 ianuarie: Lise Nørgaard, 105 ani, jurnalistă daneză (n. 1917)
- 2 ianuarie: Dumitru Radu Popescu, 87 ani, scriitor, prozator, dramaturg, scenarist de film, membru titular al Academiei Române (n. 1935)
- 3 ianuarie: Ib Christensen, 92 ani, politician danez, membru al Parlamentului European (1984–1994), (n. 1930)
- 3 ianuarie: Mitică Popescu, 86 de ani, actor român (n. 1936)
- 6 ianuarie: Gianluca Vialli, 58 de ani, fotbalist, antrenor italian (n. 1964)
- 8 ianuarie: Gundars Bērziņš, 63 ani, politician leton (n. 1959)
- 8 ianuarie: Christiane Papon, 98 ani, politiciană franceză, membră al Parlamentului European (1987–1989), (n. 1924)
- 9 ianuarie: Karl Alexander Müller, 95 ani, fizician elvețian, laureat al Premiului Nobel (1987), (n. 1927)
- 10 ianuarie: Constantin al II-lea al Greciei, 82 de ani, rege al grecilor (n. 1940)
- 10 ianuarie: Jeff Beck (Geoffrey Arnold Beck), 78 ani, chitarist britanic (The Yardbirds), (n. 1944)
- 11 ianuarie: Tatjana Patitz, 56 ani, fotomodel și actriță germană (n. 1966)
- 12 ianuarie: Lisa Marie Presley, 54 ani, cântăreață americană (n. 1968)
- 14 ianuarie: Octavian Roske, 67 ani, cercetător român (n. 1956)
- 16 ianuarie: Gina Lollobrigida, 95 de ani, actriță italiană (n. 1927)
- 17 ianuarie: Teodor Corban, 65 ani, actor român (n. 1957)
- 17 ianuarie: Lucile Randon, 118 ani, supercentenară franceză (n. 1904)
- 21 ianuarie: George Banu, 79 ani, teatrolog și profesor universitar român stabilit la Paris (n. 1943)
- 21 ianuarie: Constantin Virgil Negoiță, 86 ani,  om de știință și prozator român, stabilit în Statele Unite ale Americii (n. 1936)
- 21 ianuarie: Marek Plura, 52 ani, politician polonez, membru al Parlamentului European (2014–2019), (n. 1970)
- 22 ianuarie: Hossein Shahabi, 55 ani, regizor, scenarist și producător de film, iranian (n. 1967)
- 22 ianuarie: Agustí Villaronga, 69 ani, regizor, scenarist și actor spaniol (n. 1953)
- 23 ianuarie: Mircea Nicolau, 90 ani, scenograf și pictor român (n. 1932)
- 27 ianuarie: Sylvia Syms (Sylvia May Laura Syms), 89 ani, actriță britanică (n. 1934)
- 28 ianuarie: Xavier Rubert de Ventós, 83 ani, politician și scriitor catalan și spaniol, membru al Parlamentului European (1986–1994), (n. 1939).

## Nedatate
- Șerban Ciochină, 83 ani,  atlet român (n. 1939)
- Marius Sabin Peculea, 96 ani,  inginer român (n. 1926)
- George Cușnarencu, 72 ani, prozator și publicist român contemporan (n. 1951)
- Elena Preda, 72 ani,  deputat român în legislatura 1990-1992 și senator în legislatura 1992-1996 și în legislatura 1996-2000 (n. 1951)
- Eugen Burada, 77 ani, scriitor și scenarist român (n. 1946)
- august: Anghelache Donescu, 77 ani,  călăreț român  (n. 1945)
- februarie: Erzsébet Abaffy, 94 ani, lingvistă și scriitoare maghiară (n. 1928)
- aprilie: Frigyes Bárány, 92 ani, actor maghiar (n. 1930)
- Ralph Schoenman, 88 ani,  activist american de stânga, secretarul personal al lui Bertrand Russell (n. 1935)